# Naranja B
El naranja B es la denominación específica de un colorante azoderivado (en concreto sintetizado a partir del grupo de las pirazolonas) de color naranja (rojo sombra). Consiste en una sal disódica. Es empleado por la industria cárnica en la coloración de ciertos subproductos cárnicos como pueden ser las salchichas empleadas en los hot dogs.

## Salud
Se emplea en la industria cárnica de Estados Unidos, generalmente en la coloración de carne picada empleada en las Salchicha de Frankfurt de los perritos calientes. Se emplea también en el coloreado de las tripas de embutido. Ingerido en altas dosis (en concentraciones por encima de las 150 ppm) puede causar daño al hígado y a los conductos biliares.